# Gustavo Modena
Gustavo Modena (ur. 13 stycznia 1803 w Wenecji, zm. 20 lutego 1861 w Turynie) – włoski aktor.

## Życiorys
Był synem Giacoma, aktora dramatycznego, i aktorki Luigii. Początkowo uczył się w rodzinnym mieście, później w liceum w Weronie, w 1818 rozpoczął studia polityczno-prawne na Uniwersytecie w Padwie. W czerwcu 1820 podczas zamieszek w mieście z udziałem austriackiej policji został ciężko ranny, po czym opuścił Padwę i przeniósł się do Bolonii, gdzie ukończył studia prawnicze. Wkrótce potem zdecydował się na podjęcie kariery aktorskiej i od 1824 występował w wielu teatrach, w tym od jesieni 1829 w Padwie wraz z trupą, w której grał także jego ojciec. W 1843 założył własny zespół. W 1831 nawiązał współpracę z ruchem rewolucyjnym dążącym do wyzwolenia i zjednoczenia Włoch (risorgimento), w latach 30. XIX jako współpracownik Giuseppe Mazziniego brał udział w walkach o wyzwolenie narodowe, m.in. w wyprawie Mazziniego do Sabaudii w lutym 1834 po której znalazł się w 1835 w Paryżu wśród włoskich zesłańców, opuścił miasto w wyniku presji austriackich dyplomatów i udał się do Strasburga, potem do Brukseli. W 1833 poznał w Szwajcarii córkę berneńskiego notariusza Giulię Calame, którą w 1835 poślubił. W 1839 wrócił do Włoch i wznowił działalność teatralną, odgrywając role tragicznych bohaterów w dramatach, m.in. w Boskiej komedii, Saulu Alfieriego, Śmierci Wallensteina Schillera i sztukach Voltaire'a i Delavigne'a. W 1848 uczestniczył w wydarzeniach Wiosny Ludów. Po upadku Republiki Rzymskiej we wrześniu 1849 przybył wraz z żoną do Turynu. Występował w teatrach w Piemoncie, Ligurii, Toskanii i Mediolanie.